# テゼ共同体

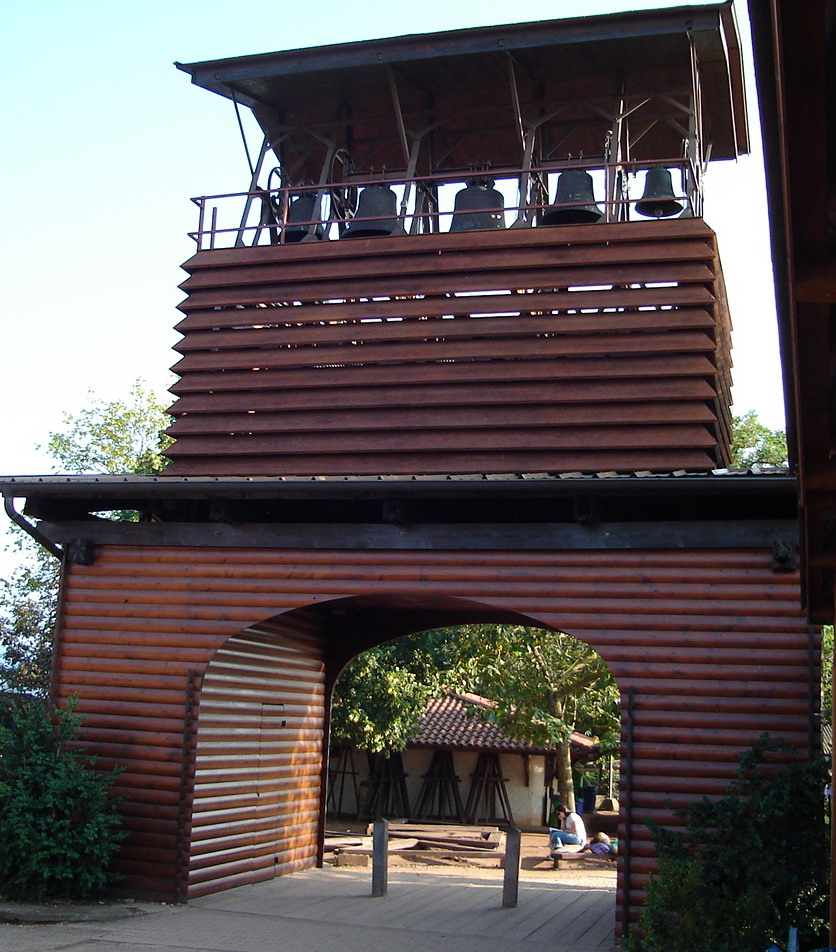
テゼの鐘塔

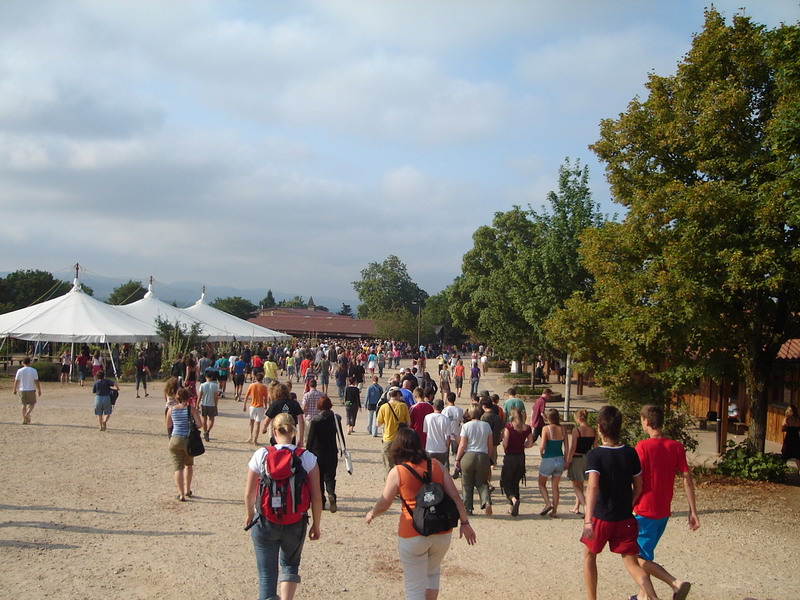
テゼを訪れる若者たち

テゼ共同体（テゼきょうどうたい／テゼ・コミュニティー、仏：Communauté de Taizé／英：The Taizé Community）は、キリスト教のエキュメニカルな（教派を超えた）男子の修道会である。フランスのブルゴーニュ地域圏 ソーヌ＝エ＝ロワール県のテゼ村に所在し、最寄り駅はマコン＝ロシェTGV駅である。
1949年にブラザー・ロジェによって発足し、カトリック教会またはプロテスタント諸派出身の約100名の修道士（ブラザー）から構成される。現在の院長は、ブラザー・アロイスである。年間10万人を超える若者が訪れるヨーロッパ有数の巡礼地でもある。また、テゼ共同体で用いられている祈りの歌は、さまざまな言語に訳され、世界中で歌われている。
| 「              | ああ、テゼ――あの小さな春の訪れ……！ | 」 |
| —教皇ヨハネ23世 |                                    |    |

| 「                     | 泉のわきを通っていくように、人はテゼを通り過ぎていきます。旅人はここで立ち止まり、喉の渇きを潤し、そしてその旅を続けるのです。 | 」 |
| —教皇ヨハネ・パウロ2世 | |    |

| 「        | ヨーロッパの、いや、ヨーロッパにさいしょに入り全世界のものとなったキリスト教を、こんにち語ろうとする者で、もし、テゼを知らないなら「もぐりでしかない」 | 」 |
| —犬養道子 | |    |

## 概要

### 歴史
テゼ共同体は、第二次世界大戦のただ中で生まれた。カルヴァン派の牧師の家庭で育ち、プロテスタントの神学校で学んでいた当時25歳のブラザー・ロジェは、分裂に疲弊したこの世界で、せめてクリスチャンだけでも目に見える形で和解して、プロテスタントとカトリックの兄弟がともに生きることができれば、小さな希望のしるしとなるのではないかと考え、1940年に祈りと労働の生活を始めた。次第にそのビジョンに共鳴する若者が集まり、1949年にいずれの教派からも独立した修道会となった。
テゼ共同体は、神を信じる者だけでなく、信じることができない若者をも惹きつける場所となった。1950年代以降、口コミでテゼのことを聞きつけた若者が次々とテゼを訪問するようになった。テゼ共同体を初期に日本に紹介した人物の一人である犬養道子は、テゼを「20世紀の奇跡」と評した。
当初、ブラザーたちは、旅人をもてなす修道院の伝統に従って人々を迎えていたが、急増する訪問者に直面し、若者への司牧が共同体に与えられた神からの招きと捉えるようになった。現在、フランスのテゼは、年間10万人を超える若者が訪れる巡礼地であり、また世界各地でテゼの大会が開催されている。
2005年にブラザー・ロジェは90歳で亡くなり、その8年前からすでに後継者として選ばれていたカトリック出身であるブラザー・アロイスが院長となった。
2015年は、テゼ共同体創立75周年およびブラザー・ロジェ生誕100年にあたる。これを記念して、世界的なクラシック音楽の老舗レーベルであるドイツ・グラモフォンの国際チームとのコラボレーションにより「テゼ - ユニティと平和の音楽」を発表した。

### 組織
テゼ共同体は、単純素朴な生活のうちにすべてを分かち合うこと、院長の意思を尊重しその司牧に従うこと、生涯の独身を貫くことを誓願した約100名のブラザー（兄弟）と呼ばれる修道士から構成される。修道会はいずれの教派にも属さないが、所属するブラザーたちはカトリック教会またはプロテスタント諸派の背景を持ち、その出身国は25か国を超える。

## テゼ共同体の特徴

### キリスト者の和解
キリスト者の和解はテゼ共同体の中心的な召命であり、その始めからカトリック教会、プロテスタント諸派および正教会など、各教派との連帯が大切にされている。また、テゼ共同体の祈りや生活には様々な教会の伝統が取り入れられている。
創立者のブラザー・ロジェは、カトリックとプロテスタント諸派の和解に貢献したことで、1974年に宗教分野のノーベル賞と言われるテンプルトン賞を受賞した。

### 観想による祈り
修道会には、修道院のなかで深い祈りによる観想を中心とした労働の生活を送る観想修道会と、祈りを大切にしながら社会の現実のただ中で教育・福祉・医療・慈善活動などの奉仕活動を行う活動修道会の2つがある。テゼ共同体は、フランスのテゼや世界各地のフラタニティーを拠点に、様々な教育・福祉・医療など小さくされた人々と連帯する具体的な社会活動に日々携わっている。そのため活動修道会と思われがちであるが、テゼ共同体自体は、自らを「観想修道会」として明確に位置づけている。
テゼでは、まず何よりも深い黙想のうちに育まれる心の祈りが優先され、一日3回の祈りの間は一切の他の活動が中断される。この「内なる命の模索」である観想的な祈りから押し出されて、困難な現実のただ中にあって「苦悩する人々との連帯」へ向かうことができるのだという。そして、この「内なる命の模索」と「他者との連帯」は、切り離すことができないというのがテゼの霊性である。

### 労働による生活

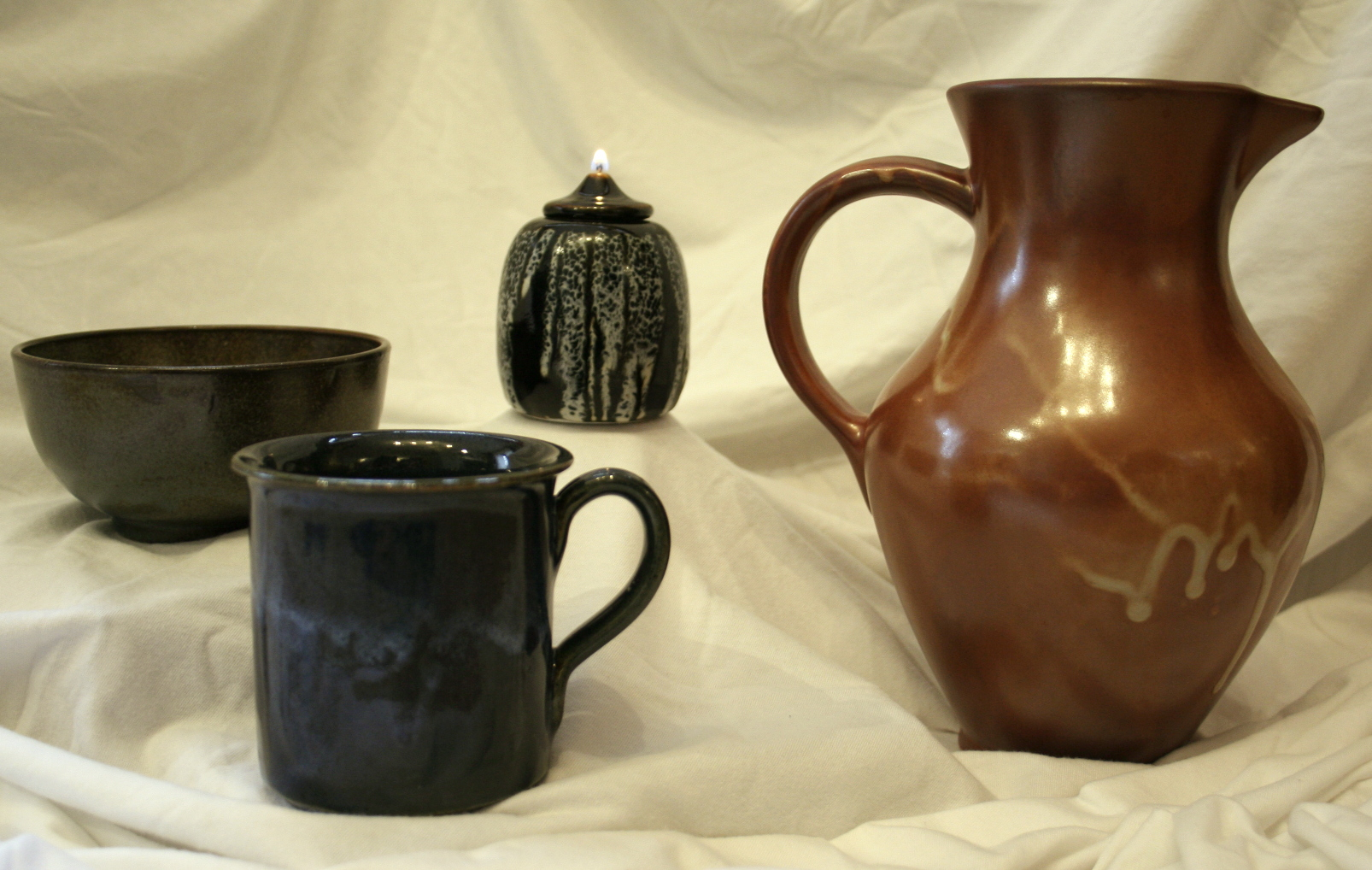
テゼの陶器

設立以来、ブラザーたちは、労働によって自らの生活を経済的に支えながら、観想による祈りの生活をしている。ブラザーの労働について、陶器やステンドグラスなどの芸術品などがよく知られている。特に、ブラザー・ダニエルは陶芸家として国際的に有名である。

### 困窮する人々との連帯
テゼ共同体は、献金および遺産などを一切受け取らないため、目に見える形で貧しい。ブラザー・ロジェは、貧しさに留まることは、「キリストの再来を喜びのうちに待ち望むこと、そして日ごとの糧に欠く世界中の人々と心から連帯すること」であると書いている。
フランスのテゼには、うち約70名のブラザーが生活し、その他のブラザーたちは、アジア、アフリカおよび南米の最も貧しい地域に住む。数名のブラザーから成る「フラタニティー」("fraternity")または「テゼ・ハウス」と呼ばれる小さな共同体で、困窮にある地域の人々と苦悩と喜びを共有しながら、やはり毎日3回の祈りを中心とした労働の生活を送っている。現在アジアには、バングラデシュと韓国にテゼの家がある。

## 典礼（祈りのスタイル）
現代を代表する哲学者の一人であるポール・リクールは、テゼの祈りの方法はその信仰をそのまま表しており、人々は人間の存在の深みにある善良さを、（哲学や神学という言語ではなく）「典礼」という言語によって、祈りの中で体験できると語った。テゼで行われている典礼（祈りのスタイル）とその背景については、(打樋啓史 2011)に詳しく述べられている。

### 歌と聖書

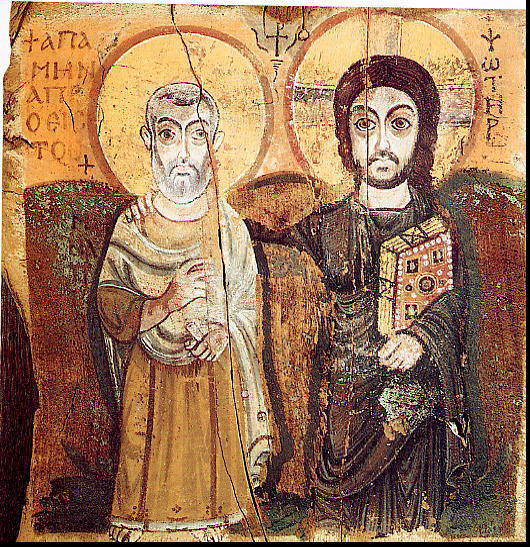
「キリストとメナス」
（8世紀、ルーヴル美術館所蔵）

設立当初は、フランスの伝統的な賛美歌による典礼であったが、1950年代からヨーロッパ全土から若者が訪問するようになり、教派や言語の異なる若者とともに祈りを捧げられるよう、短い歌を繰り返す祈りのスタイルが生まれた。これがさまざまな言語に訳され、テゼの歌として知られている。
多くの歌は、聖書からとられた短い言葉にシンプルなメロディーをつけたもので、回数を定めずに繰り返し歌われる。歌を通して聖書の言葉を味わい、繰り返し思い巡らすことで神との交わりを過ごす。。短い言葉を繰り返す祈りの方法は、キリスト教の古くからの伝統を再発見することで生み出されたものである。
テゼ共同体に初期の賛美歌を多数提供している作曲家のジョゼフ・ジェリノー神父によれば、始まりと終わりが予測できない柔軟な時間の中で、聖霊が働く祈りの空間が創出され、祈る者が「ただ神の前で時を過ごす」ことができるという。。

### 沈黙と聖書
黙想は共同体の祈りの中心を占めている。ブラザー・ロジェは、聖書の学びに重きを置いたが、祈りの中であまり多くの言葉が語られることを好まなかった。テゼの祈りの中では、「語ること」よりも「耳を傾けること」に重点が置かれ、聖書の朗読の後に10分ほどの完全な沈黙の時間を持つ。沈黙のなかで、読まれた聖書の言葉について反すうする。
完全な黙想のプログラムを希望する若者は、そのために設けられている区域に宿舎を移動し、沈黙の中で生活をすることができる。その間、毎日ブラザー（女性の場合は、テゼに協力する修道会のシスター）が聖書の学びを個別に導き、また一人ひとりに耳を傾ける。

### イコン
典礼には多様なキリスト教の伝統が取り入れられており、例えば、祈りにおいては、東方教会の伝統であるイコンが用いられる。「祈りの窓」であるイコンは、それ自体に祈るものではなく、イコンを通して垣間見える「神の国の現存」に対して伏し拝むのだという。
ブラザー・ロジェは、ロシア人難民との交流から、かなり早い段階でイコンの持つ豊かさに触れ、祈りに用いていた。ブラザー・ロジェが特に愛し、現在もテゼで最もよく用いられるのがキリストとメナスのイコンである。テゼでは「友情のイコン」("Icon of Friendship")と呼ばれている。本物は、コプト美術の代表作として、パリのルーヴル美術館に保存されている。

## 地上における信頼の巡礼

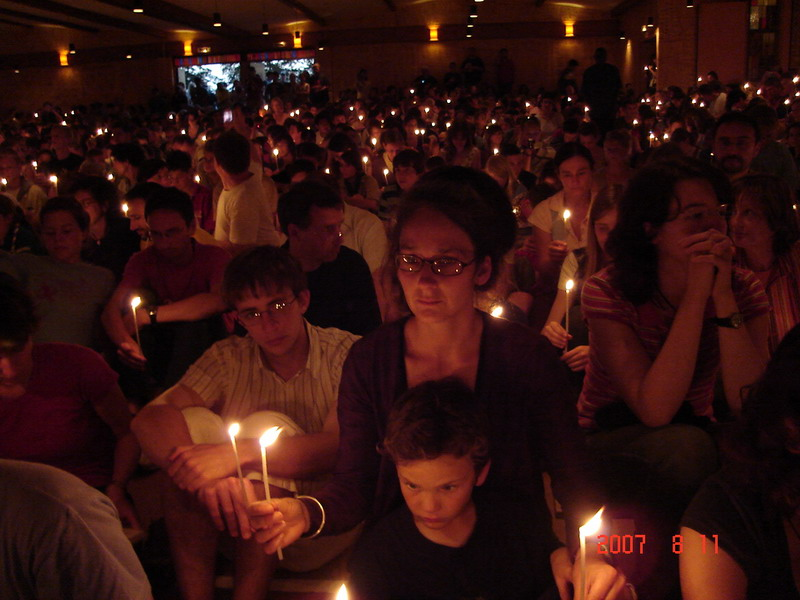
土曜日の祈り（光の祭り）の様子

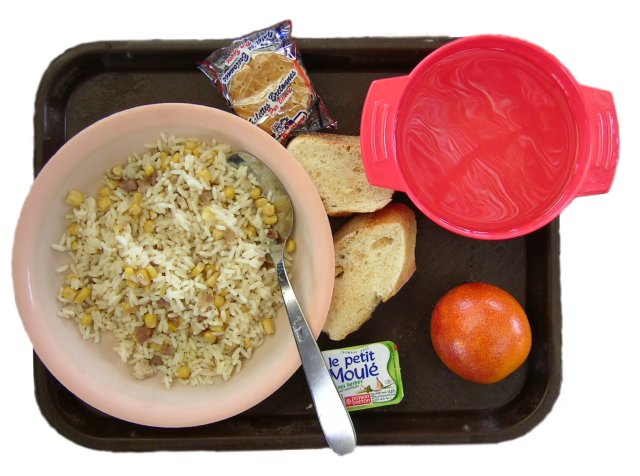
テゼでの典型的な食事

テゼでの集いやヨーロッパ大会など、テゼ共同体が主催する祈りのプログラムは、「地上における信頼の巡礼」（”Pilgrimage of Trust on Earth”）と呼ばれる。これらの集いは、17歳から29歳までの若者（ヨーロッパ大会は35歳まで）を対象としているが、参加に当たって信仰や教派など、年齢以外の条件は問われない。テゼでの集いについては、時期によって、30歳以上の人々や家族連れも参加することができる。

### テゼでの集い
フランスのテゼは、年間を通じて若者が世界中から毎週数千人の若者が訪れる巡礼地として知られている。夏になるとテントが立ち並び、ピーク時には1万人近い訪問者を迎える。テゼを訪問する多くの若者は、1週間滞在し、ブラザーたちの朝昼夕と毎日3回の「共同の祈り」に加わる。滞在期間中は、ブラザーの1人が導く聖書の学びとそれに続く小さなグループでの分かち合いのプログラムに参加するとともに、掃除、食事の配膳や歌の奉仕（聖歌隊）などのワーク・グループに所属して役割を担うこととなる。
テゼでは1週間が1サイクルとなっており、1週間の滞在を通して、若者は主の過越（キリストの受難と復活）を経験する。つまり、毎週金曜日にはキリストの十字架の死を思い起こす「十字架を囲む祈り」("Prayer around the cross")があり、土曜日の夜には、ろうそくの光とともにキリストの復活を喜び祝う「光の祭り」("Celebration of light")という祈りがある。日曜日には「ユーカリスト」（ミサ、聖餐）をともに祝う。

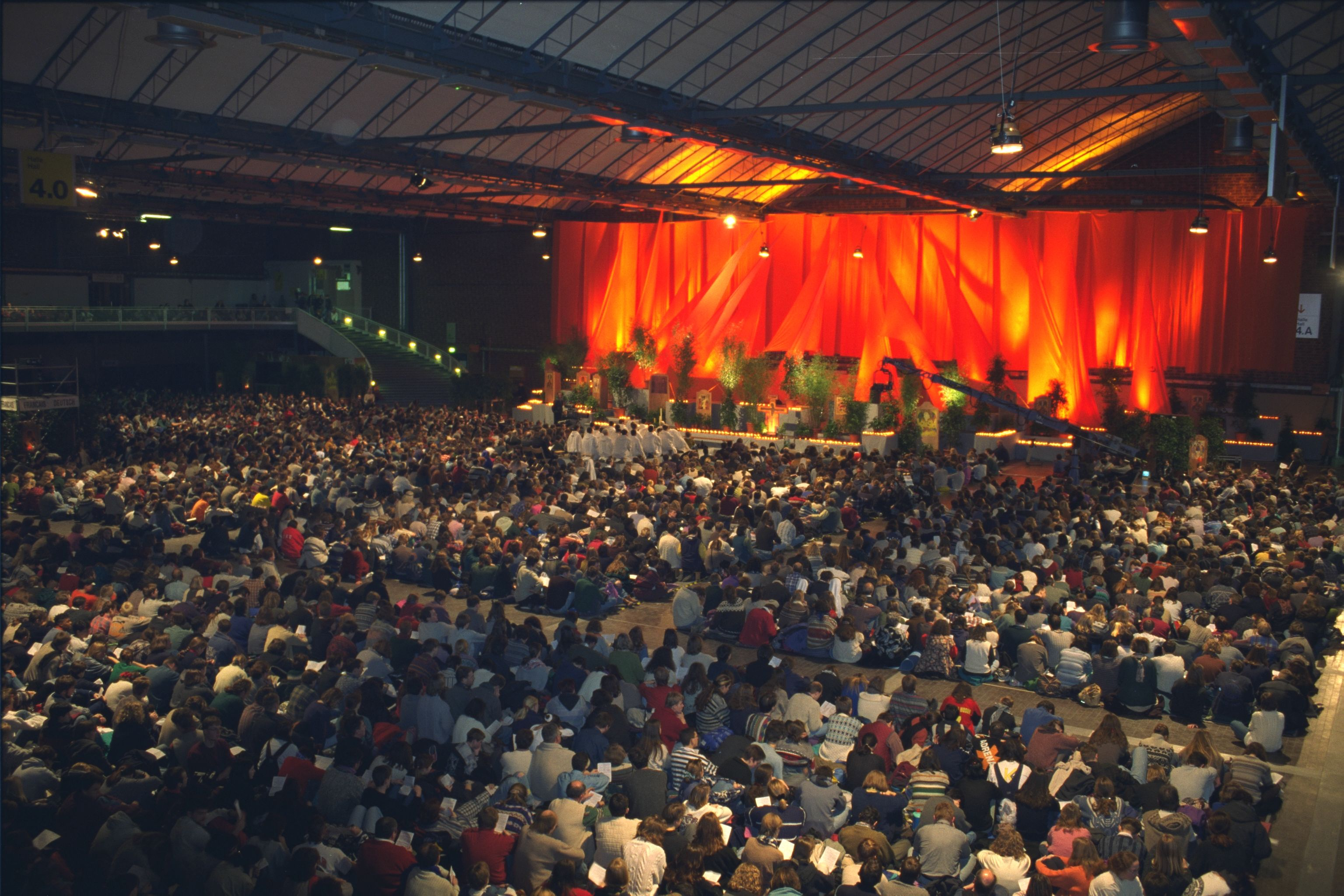
ヨーロッパ大会の模様

### ヨーロッパ大会
年末年始には、毎年ヨーロッパ青年大会がヨーロッパの主要都市で開催され、何万人もの若者が世界中から集う。参加者は、開催都市のホストファミリーに迎えられ、一日3回の祈りの生活を過ごす。祈りのほかには、信仰、芸術、政治、社会、経済など多岐にわたるテーマのワークショップが設けられており、参加者は希望のものに参加する。大晦日には、それぞれ参加者を迎え入れた教会で深夜の祈りが持たれる。参加者は、祈りの中で新年を迎えるとともに、引き続く国際交流のパーティで新年を祝う。

#### ワールドユースデーとテゼ
テゼのヨーロッパ大会に触発されて、1984年にヨハネ・パウロ2世が提唱したのが、カトリックの青年世界大会である、ワールドユースデー（"World Youth Day"）である。ワールドユースデーが提唱された際には、ローマのコロッセオで行われた「十字架の道行き」の祈りを導くため、ブラザー・ロジェとマザー・テレサが招かれた。。マザー・テレサとともに、ブラザー・ロジェは、第1回ワールドユースデーにもオブザーバーとして招かれており、以来テゼは、ワールドユースデーに協力している。

#### ヨーロッパ大会の開催都市
- 1978年 -  パリ、フランス
- 1979年 -  バルセロナ、スペイン
- 1980年 -  ローマ、イタリア
- 1981年 -  ロンドン、英国
- 1982年 -  ローマ、イタリア
- 1983年 -  パリ、フランス
- 1984年 -  ケルン、ドイツ
- 1985年 -  バルセロナ、スペイン
- 1986年 -  ロンドン、英国
- 1987年 -  ローマ、イタリア
- 1988年 -  パリ、フランス
- 1989年 -  ヴロツワフ、ポーランド
- 1990年 -  プラハ、チェコスロバキア
- 1991年 -  ブダペスト、ハンガリー
- 1992年 -  ウィーン、オーストリア
- 1993年 -  ミュンヘン、ドイツ
- 1994年 -  パリ、フランス
- 1995年 -  ヴロツワフ、ポーランド
- 1996年 -  シュトゥットガルト、ドイツ
- 1997年 -  ウィーン、オーストリア
- 1998年 -  ミラノ、イタリア
- 1999年 -  ワルシャワ、ポーランド
- 2000年 -  バルセロナ、スペイン
- 2001年 -  ブダペスト、ハンガリー
- 2002年 -  パリ、フランス
- 2003年 -  ハンブルク、ドイツ
- 2004年 -  リスボン、ポルトガル
- 2005年 -  ミラノ、イタリア
- 2006年 -  ザグレブ、クロアチア
- 2007年 -  ジュネーヴ、スイス[37]
- 2008年 -  ブリュッセル、ベルギー
- 2009年 -  ポズナン、ポーランド
- 2010年 -  ロッテルダム、オランダ
- 2011年 -  ベルリン、ドイツ
- 2012年 -  ローマ、イタリア[38]
- 2013年 -  ストラスブール、フランス
- 2014年 -  プラハ、チェコ
- 2015年 -  バレンシア、スペイン
- 2016年 -  リガ、ラトビア

### アジア大会など
1991年のマニラ大会以来アジアでの大会は久しく行われていなかったが、2005年ブラザー・ロジェの葬儀中にアジア大会を再開する案が持ち上がり、2006年のコルカタ大会が開催されることとなった。ブラザー・ロジェの最後のメッセージである「未完の手紙」(2005年)における、「広げてゆく」という言葉にインスピレーションを得たとされる。
その後、近年はアジアだけでなく、南米やアフリカなど、これまで大会が行われてこなかった地域でも行われるようになった。2011年4月にはロシアで初の大会がモスクワで開催された。また、2012年11月には紛争の傷跡に苦しむルワンダの首都キガリで、初めての大会が行われた。

#### アジア大会の開催都市
- 1985年 -  チェンナイ（マドラス）、インド
- 1988年 -  チェンナイ（マドラス）、インド
- 1991年 -  マニラ、フィリピン
- 2006年 -  コルカタ、インド
- 2010年 -  マニラ、フィリピン

#### 東アジア大会の開催都市
- 2013年 -  ソウル、韓国
- 2016年 -  香港、中国

### 巡礼地としてのテゼ
テゼ共同体は毎週多くの若者が訪れる巡礼の場所であるが、テゼ自体は聖地やパワー・スポットといわれるような場所とは一線を画す。例えば、カトリックの巡礼地であるルルドやサンティアゴ・デ・コンポステーラのように、聖書や聖人にまつわる場所や遺品があるわけではない。テゼ共同体の簡素な教会には、祈りを促すために置かれた素朴な装飾の他には、とりたてて特筆するものはない。
祈りの共同体を創るという着想を得て、相応しい土地を探しまわり、最終的にテゼ村に落ち着いたブラザー・ロジェ自身、テゼという土地には強い執着を持っていなかった。むしろテゼという名前が大きくなりすぎてしまったことに違和感を覚えたブラザー・ロジェは、テゼという名前を捨てて、まったく別の土地へ移り住むことを考えたことすらある。
美しい祈り、聖書の学び、同世代の若者との交流など、人々は様々な理由でテゼを訪れるが、ジェリノー神父（テゼの歌の作曲者の一人）によれば、何よりもそこにあるのは、「信じる共同体との出合い」であり、これは現代社会がもっとも必要としていることだという。そして巡礼者は、その信じる共同体の信仰をそのまま映し出す祈りを通して、「人間の存在の深みにある善良さ」に触れ、「自分自身でいられる空間」を体験する。
教皇ヨハネ・パウロ2世は、テゼ共同体を旅の途中の泉と表現した。また、テゼ共同体も巡礼者の最終目的地はテゼではないと明確に表し続けている。また「地上における信頼の巡礼」と呼ばれるヨーロッパ大会は、それぞれの場所、社会、教会で、また日常のなかでどのようにして巡礼を続けられるかという模索を助けるために、現地の諸教会とともに企画されている。

## テゼの様子
- 和解の教会（"Church of Reconciliation"）：現在、テゼ共同体の一日3回の祈りが行われている教会。1950年代以降に訪問者が急増したため、村の教会でともに祈ることが難しくなったため、1960年代前半にドイツ人の寄贈により建築された。1970年代には、当初建設された和解の教会にも人が入りきらなくなり、現在に至るまで拡張・増築を重ねている。
- クリプト（地下聖堂）： 和解の教会の地下にある聖堂。朝の共同の祈りの前に、この聖堂でカトリックのミサが行われる。
- アングリカン・チャーチ： 和解の教会の内部で、正面右そでの隠れた位置にあるため、訪問者からは見えない。共同の祈りの際、教会の奥まで入っていくことが難しい高齢の修道士が祈りを捧げている場所。
- オーソドックス・チャーチ： クリプトのさらに奥にある、数々のイコンで飾られた聖堂。正教会の聖職者がいる際に、この聖堂で聖体礼儀が行われる。

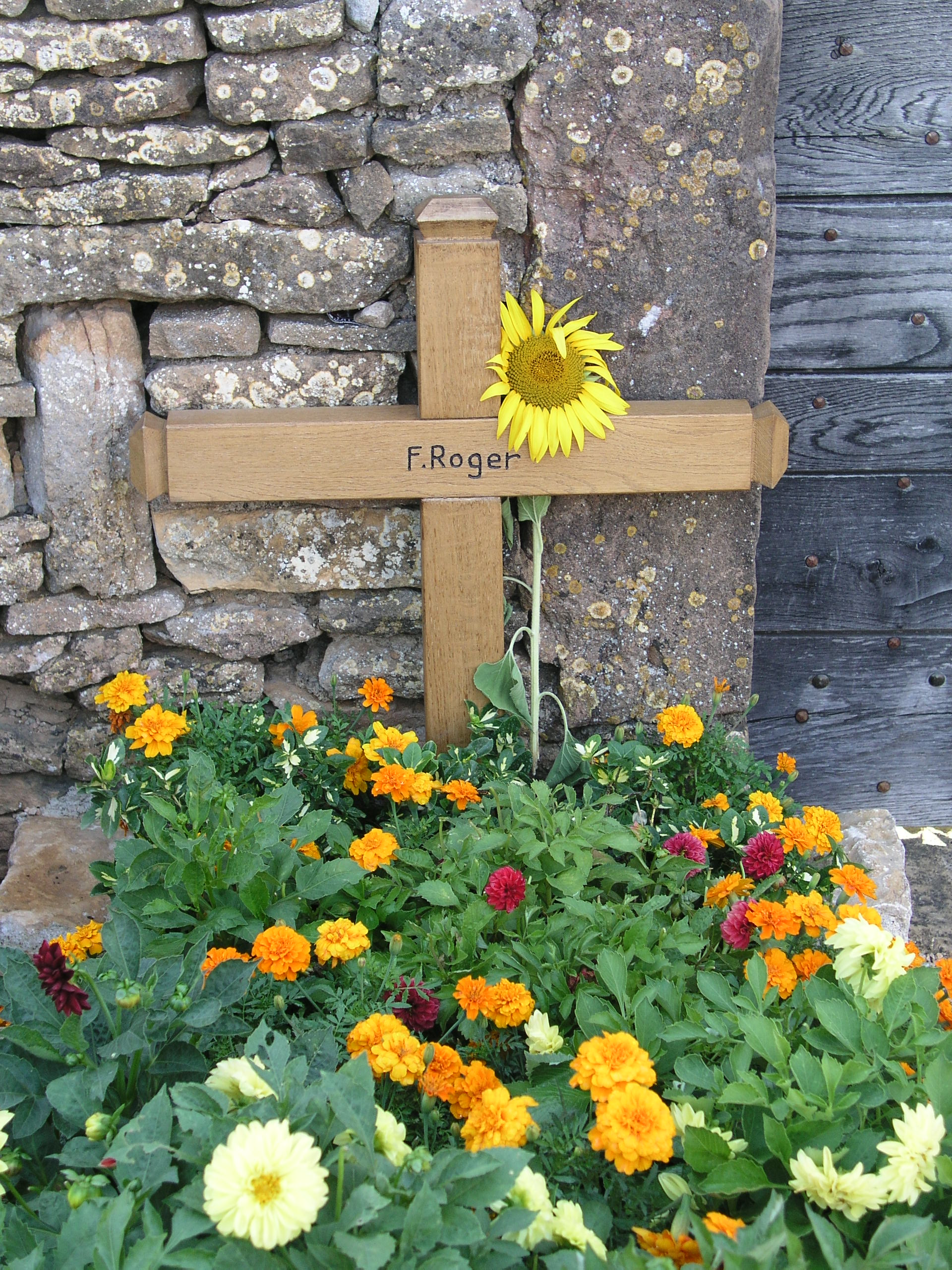
ブラザー・ロジェの墓

- サント＝マリー＝マドレーヌ教会（"L'église Sainte-Marie-Madeleine"）： ロマネスク様式で建築されたテゼ村の小さな教会堂。一般には、「村の教会」または「ロマネスク教会」と呼ばれている。ブラザー・ロジェがテゼに住み始めた初期に、過疎化が進んだテゼ村で、同教会はほとんど使われないままにあった。ブラザー・ロジェは、カトリック教会からこの教会の使用許可を得て[44]、共同の祈りの場として用いた。現在も、完全な黙想のうちに過ごしたい人々のための祈りの場として使われている。近年のテゼで制作されているCDのほとんどは、この教会で収録されたものである。なお、同教会は12世紀頃のものと言われており、フランスの歴史的建造物に指定されている。ブラザー・ロジェ、ブラザー・ロジェの母、およびその他の亡くなったブラザーはこの教会に埋葬されている。
- エル・アビオド（"El Abiodh"）：テゼに協力するカトリックのシスターが日中拠点にしている場所。訪問者のための救護所があり、女性の訪問者の世話などを担当している。ブラザー・ロジェに深く共感したイエスの小さい姉妹マドレーヌは、テゼ内に友愛の家を作ることを真剣に検討していた。[45]テゼに建てられたシスターの活動拠点が、姉妹会に縁の深い「エル・アビオド」という名前になったのはそのことに由来する。

## テゼと日本

### 黙想と祈りの集い
1978年、テゼは3名のブラザーを日本に派遣しており、神戸カトリック教会(ﾐｯｼｮﾝﾊﾟﾘ)に最初のFraternityを持ち、その後、1988年に韓国へ移るまでの約10年間、ブラザーたちは埼玉県の宮寺教会で生活していた。その活動を引き継ぐ形で、1988年からテゼと連帯しながら日本でテゼの歌と祈りスタイルで祈る「黙想と祈りの集い」が、東京を中心として、各地で始められた。これらは、教会・修道会・学校などを会場に、つねに教派を超えて行われるとともに、教会を支える活動として、それぞれの会場の司祭や牧師とともに企画される。
「黙想と祈りの集い」という名称は、テゼ共同体の意向により広く使われている言葉である。日本では、教会などで独自に企画された祈り会が「テゼの祈り」「テゼの集い」「テゼ黙想会」というようなタイトルを用いて開かれることがあるが、会場の教会や運営者によって、テゼ共同体での祈りとまったくかけ離れる場合も多々ある。
「テゼ」はフランスの修道会を指すため、テゼ共同体から離れて独自に企画される祈りの会については、その教会や地域に根ざしたタイトルの方が司牧的に相応しいというのがテゼ共同体の意向である。そのためテゼ共同体は、「黙想と祈りの集い〜テゼの歌を歌いながら」や「祈りの夕べ〜テゼの音楽とともに」といった独自のタイトルの副題に、「テゼ」という言葉が含まれるような表現を用いるよう呼びかけている。ただし、その発足にテゼのブラザーが関わり、毎年ブラザーが関わりを持つ集会については、引き続き「テゼの祈り」と呼ばれている。
テゼの歌による黙想と祈りの集いは、「黙想と祈りの集い準備会」（世話人： 植松功）の協力をえて企画されるものが多い。黙想と祈りの集いは、2012年に日本エキュメニカル協会からエキュメニカル功労章を受賞した。

### 賛美歌集に載っているテゼの歌
『日本聖公会聖歌集』（日本聖公会）では、8曲の賛美歌がテゼから引用されている（560、565、566、567、568、569、570、575番）。
『讃美歌21』（日本基督教団出版局）では、15曲の賛美歌がテゼから引用されている（26, 34, 38, 39-3, 39-4, 42-1, 43-1, 46, 47, 48, 49, 89, 112, 177, 331番）。テゼ共同体の日本語歌集と歌詞が異なる曲、カタカナのルビがテゼで歌われている発音と異なるものがある。

### テゼ・スタイルの歌
短いフレーズを繰り返して歌うテゼの曲に触発され、日本で作られた曲が多数ある。例えば、「キリストの平和」、「見よ兄弟が」、「わたしはなりたい」および「み言葉は人となり」などが有名。これらの歌はテゼの曲ではないが、テゼの歌と同じように繰り返しのスタイルで用いられ、日本における祈りの集いで歌われている。

### バングラデシュのテゼ
世界で最も貧しい地域の一つであるバングラデシュにも、1974年から数名のブラザーが生活しており、かつて日本にも滞在していたブラザー・フランクが中心的役割を担っている。バングラデシュのテゼは、主に身体障碍や知的ハンディを持つ人々、少数民族の人々、低所得の人々およびストリート・チルドレンを支えるための様々な活動を行なっている。
また、日本の国際協力NGOである日本キリスト教海外医療協力会（JOCS）はテゼと連携し、バングラデシュでテゼが行っている活動を支えるため、日本人の医療ワーカーを派遣している。
ブラザー・フランクと親交のある多くの日本の教会および様々な宗派のクリスチャンがこれらの活動を支援しており、バングラデシュのテゼ・ハウスには、年間にわたって多くの日本人が訪れる。日本語の賛美歌も頻繁に歌われている。

## 関連資料（日本語）

### 「テゼからの手紙」
テゼ共同体の院長からのメッセージ、約55か国語に翻訳され、毎年ヨーロッパ青年大会で発表される。この手紙は、年間を通じて、テゼでの祈りの集いや世界各地の黙想と祈りの集いで用いられる。
- 2014年 （テゼからの提言）「キリストを愛するすべての人々の目に見える交わり（コミュニオン）を求めて (PDF) 」（ブラザー・アロイス）
- 2013年 （テゼからの提言）「神への信頼の源泉を発見してゆく (PDF) 」（ブラザー・アロイス）
- 2012年 「新しい連帯に向かって (PDF) 」（ブラザー・アロイス）
- 2011年 「チリからの手紙 (PDF) 」（ブラザー・アロイス）
- 2010年 「中国からの手紙 (PDF) 」（ブラザー・アロイス）
- 2009年 「ケニアからの手紙 (PDF) 」（ブラザー・アロイス）
- 2008年 「コチャバンバからの手紙 (PDF) 」（ブラザー・アロイス）
- 2007年 「コルカタからの手紙 (PDF) 」（ブラザー・アロイス）
- 2006年 「未完の手紙 (PDF) 」（ブラザー・ロジェ／ブラザー・アロイス）
- 2005年 「平和の計画 (PDF) 」（ブラザー・ロジェ）
- 2004年 「喜びの源泉へ (PDF) 」（ブラザー・ロジェ）
- 2003年 「神は愛 ただ愛 (PDF) 」（ブラザー・ロジェ）
- 2002年 「愛しなさい あなたの生き方すべてで愛しなさい (PDF) 」（ブラザー・ロジェ）

### バングラデシュのテゼからのメッセージ
日本に滞在した後、25年間バングラデシュのテゼ・ハウスで暮らしているブラザー・フランクからのメッセージ。「バングラデシュからの手紙」は、特に日本およびオランダの人々に向けて書かれたもの。
- 2010年9月 「主よ、渇くことがないように、その水をください。 (PDF) 」（ブラザー・フランク）（JOCS50周年感謝記念礼拝で招かれた際のメッセージ）

#### 「バングラデシュからの手紙」
- 2010年夏 「親愛なる友人のみなさんへ (PDF) 」（ブラザー・フランク）
- 2007年5月 「友人のみなさんへ (PDF) 」（ブラザー・フランク
- 2004年1月 「友人のみなさんへ (PDF) 」（ブラザー・フランク）
- 2003年6月 「友人のみなさんへ (PDF) 」（ブラザー・フランク）
- 2002年5月 「友人のみなさんへ (PDF) 」（ブラザー・フランク）
- 2002年1月 「友人のみなさんへ (PDF) 」（ブラザー・フランク）

### 書籍
- 黙想と祈りの集い準備会 編著『テゼ――巡礼者の覚書』一麦出版社、2013年、ISBN 978-4-86325-059-8
- テゼ共同体 『愛するという選択』 黙想と祈りの集い準備会 訳（植松功 訳）、サンパウロ、2012年、ISBN 978-4-8056-0062-7
- ブラザー・ロジェ 『暗闇、それが内なる光となるために――100の祈り』 黙想と祈りの集い準備会 訳（植松功 監修）、サンパウロ、2012年、ISBN 978-4-8056-2618-4
- テゼ共同体 編著 『来てください 沈むことのない光――初期キリスト者たちのことば』 打樋啓史 訳、サンパウロ、2002年、ISBN 978-4-8056-2074-8
- テゼ共同体 『すべての人よ 主をたたえよ――テゼ共同体の歌』 サンパウロ、1999年、ISBN 978-4-8056-4613-7
- シャンタル・ジョリー 『テゼ――その息吹と祈り』 水垣美和 訳、サンパウロ、1999年、ISBN 978-4-8056-6116-1
- ブラザー・ロジェ 『信頼への旅――内なる平和を生きる365日の黙想』 植松功 訳、サンパウロ、1997年、ISBN 978-4-8056-3879-8
- ブラザー・ロジェ 『テゼの源泉――これより大きな愛はない』 植松功 訳、ドン・ボスコ社、1996年、ISBN 978-4-88626-176-2
- マザー・テレサ、ブラザー・ロジェ 『祈り――信頼の源へ』 植松功 訳、サンパウロ、1996年、ISBN 978-4-8056-0446-5
- テゼー共同体（テゼ共同体） 『日ごとの讃美 テゼー共同体の祈り』 松山與志雄 訳、新教出版社、1982年
- ロジェー・ルイ（ブラザー・ロジェ） 『共同体の再建設――キリスト教一致の実存的あかし』 稗田操子訳、ユニヴァーサル文庫85、中央出版社・聖パウロ女子修道会、1970年

### 主な論文・エッセイ
- 片山はるひ 「交わりを生きる―テゼ共同体―」（第6章）、『宗教的共生の展開』、宮本久雄 著、教友社、2013年、ISBN 978-4-902211-85-6
- 植松功 他 「テゼから歩く―巡礼者の覚え書き」（連載）、『スピリチュアリティ』（月刊）、一麦出版社、2008年〜（連載中）
- 江藤直純、植松功、打樋啓史 他「特集：テゼ」、『礼拝と音楽』、季刊第147号、日本キリスト教団出版局、2010年、pp.4-39
- 神田健次「『リマ式文』の成立―トゥリアンの貢献」、『人物でたどる礼拝の歴史』（江藤直純・宮越俊光 編）、日本キリスト教団出版局、2009年、pp.236-243、ISBN 978-4-8184-0721-3
- 神田健次「マックス・トゥリアンと『リマ式文』」（人物でたどる礼拝の歴史(23)）、『礼拝と音楽』、季刊第139号、日本キリスト教団出版局、2008年、pp.54-58
- 植松功 他 「特集：世界中から若者が集まる『テゼ』の魅力」、『家庭の友』、サンパウロ、2007年2月、pp.2-9
- ポール・リクール 「善意の土台を掘り起こす」（2000年談話より）（特集：キリスト教思想家としてのリクール）、久米あつみ訳、『福音と世界』、第61巻3号、新教出版社、2006年3月、pp.12-16
- 打樋啓史「テゼ共同体と若者たち - 譬えを生きる霊性」（第4章 育てる・伝える）、『現代世界における霊性と倫理 - 宗教の根底にあるもの』、現代世界における霊性と倫理研究会（富坂キリスト教センター 編）、行路社、2005年、pp.144-162、ISBN 978-4-8753-4366-0
- 打樋啓史 「テゼ共同体―その典礼と音楽」（特集：キリスト教共同体）、『礼拝と音楽』、季刊第87号、日本キリスト教団出版局、1995年、pp.10-15
- 市原信太郎 「祈りを支える『伴奏』―テゼ共同体の音楽の用い方」(特集：礼拝の楽器)、『礼拝と音楽』、季刊第106号、日本キリスト教団出版局、2000年、pp.32-36
- 小柴佐紀子 「信頼は、すぐそこに―テゼ共同体のブラザー・ギランを迎えて」（来日中のブラザーへのインタビュー記事）、『カトリック生活』 No. 797、ドン・ボスコ社、1995年11月、pp.20-23
- 植松功 「テゼ共同体―その共同の祈りと日本での集い」（特集：共同の祈り）、『礼拝と音楽』、季刊第80号、日本キリスト教団出版局、1994年、pp.16-19
- 植松功 「テゼ共同体―その歩みと青年たち -」（特集：青少年との対話）、『福音宣教』、オリエンス宗教研究所、1993年12月、pp.8-12
- マルグリット・レナ 「テゼ」 中山真里 訳、『神学ダイジェスト』'93 冬 75号、上智大学神学会神学ダイジェスト編集委員会、1993年、pp.29-41
- 犬養道子 「プルラリズムとユニティと（本質）」『ヨーロッパの心』、岩波新書(153)、1991年、pp.241-248、ISBN 978-4-0043-0153-0
- 須賀敦子 「テェゼでは今」（1978年執筆）『須賀敦子全集―第2巻』、河出書房新社、2006年、pp.444-447、ISBN 978-4-3094-2052-3

### 映像・ビデオ
- 「テゼでの生活」（動画 15分）テゼ共同体、（日本語版制作）Ateliers et Presses de Taizé、2011年2月、こちらのリンクで視聴できる。
- 「心をひらいて」（動画 15分40秒）日本キリスト教海外医療協力会（JOCS）、2010年、こちらのリンクで視聴できる。（バングラデシュに住むテゼのブラザーたちとその活動を支えるJOCSの働きについて収録）
- 「テゼ―歌によるいのり」（VHS 48分）、テゼ共同体、（日本語版制作）サンパウロ、1996年。
- 「テゼ―信頼に生きる」（VHS 30分）、テゼ共同体、（日本語版制作）サンパウロ、1991年。